# Дине Клюсов
Дине Клюсев или Клюсов, Клюсето, наричан Екшисулията, е български революционер, лерински войвода на Вътрешната македоно-одринска революционна организация.

## Биография
Дине Клюсов е роден в село Горно Върбени (Екши Су), Леринско, тогава в Османската империя, днес в Гърция. Става член на ВМОРО през 1896 година. Участва в организирани канали за пренос на оръжие с турците Сайдаа от Муралар, Сефадин от Кайляри и Сульо от Палеор, който обаче е разбит и Клюсов е принуден да мине в нелегалност.
Влиза в терористична група заедно с Христо Иванов Майсторчето от Лерин, Геле и Петре Попови от село Търсие, Дзоле Стойчев от Баница, Тане Стойчев и Доре Минчев от село Горничево От 1902 година е четник и подвойвода в четата на Марко Лерински. Дине Клюсов заедно с Ламбо Василев и Циле Мицков прави опит да разбие турците, обкръжили четата на Марко Лерински в Пътеле през юни 1902 година. Акцията се проваля, а Ламбо Василев, Дине Клюсов и Тошо Ильо Ничков от Пътеле се прехвърлят в Костурско, където се събират с оцелелите четници на Марко Лерински и формират чета под водачеството на Андрея. Ламбо, Дине, Циле Календжиев от Пътеле, Ташо Кочев, Насе Бисерин и Наце Гьорев от Церово, Леко Джорлев и Ване Попов от Неокази се отправят към Воденско, за да пресрещнат и да се присъединят към върховистката чета на Анастас Янков. След смъртта му на 13 юни 1902 година го замества като войвода в Леринско.
На 28 септември 1902 четата на Клюсов е предадена и обкръжена в махалата на село Крушоради (днес Ахлада) Юруково. След целодневно сражение Клюсов и трима негови четници - Ване Попов от Неокази, Кръсто Торбанов от Сетина, и Найдо от Добровени, се самоубиват, за да не бъдат заловени.
Неговата смърт е разказана в пиесата на Христо Настев „Как умира македонският четник“, представена на 18 февруари 1939 година в Македонския дом във Варна.